# Reneta Indjova
Renata Indjova (en bulgare Ренета Инджова) née le 6 juillet 1953 à Nova Zagora est une femme politique bulgare. Première ministre de 1994 à 1995, Renata Indzhova devient la première femme de son pays à accéder à la tête du gouvernement.
Elle se présente à l'élection présidentielle de 2001, où elle termine à la quatrième place en obtenant 4,9 % des voix.